# 線上學習
線上學習（英語：Online Learning）是一種透過網際網路工具來學習或訓練的方式。線上學習的發展趨勢是職業考試和個人能力提高，提供一種方便、效率、低成本的學習模式。分為兩類：
- 職業考試，個人技能提高。
- 企業內的線上學習是讓員工透過網際網路或企業內部網路的工具來進行遙距教育，由企業人力資源部門承辦教育訓練的單位將訓練課程及測驗題庫安裝於學習平台的資料庫內，員工經由職務需求或前測驗證程序後，選定課程內容，自行或強制指定學習進度，並於課程學習完成後進行測驗，學習平台會將學員的學習時間、成績及學習成果問卷、調查結果等數據都詳細的記錄下來，以作為企業日後調整與改善人力資源與教育訓練策略之參考依據。

線上課程，就是指透過線上學習的課程，是現時學習的新趨勢。

## E-Learning 2.0
这一名词来自于类似Web 2.0这样的概念，它是传统e-learning基础上创新方面的思考。从e-Learning 2.0的角度来看，传统的e-learning系统只是基于互联网技术来传递学习内容给学生，学生通过阅读和完成作业来进行学习，老师来评估作业完成的质量。相对新的e-learning环境更加强调社交化的学习以及使用社交软件，例如博客、维基、播客、3D虚拟世界。这种现象和“长尾学习”类似。
e-learning的前10年（e-learning 1.0）主要关注使用互联网技术来代替现有的面授。传统教学内容的设计是让学习的人按照大纲的设定来一步步学习，提供了一系列的交流、经验、作业习题或试验。相比之下E-learning 2.0是围绕着“合作”来建设的。e-learning 2.0认为知识（或者说一些技巧、理解）是众人堆积起来的。通过交流内容、问题和实践来进行学习。社交学习主张：学习一个东西的最佳方法是教别人学会这个东西。
例如，Second Life已经成为众多学校或大学的虚拟教室，包括University of Edinburgh (UK) Princeton University (USA), Rice University (USA), University of Derby (UK), Vassar College(USA), the University of Plymouth (UK) and the Open University (UK)等学校。
2007年开始Second Life被用于外语教学，Second Life上的和线下传统的语言教育者开始使用虚拟世界进行语言教学。通过一些学校，英语（作为一种外语）培训在虚拟世界里增长迅速，比如British Council的项目，重点关注在Teen Grid（13-17岁儿童使用的Second Life）上的英语培训。西班牙语与文化交流协会“Instituto Cervantes”在Second Life上也拥有自己的虚拟土地。在SimTeach这个网站上可以获得一个基于Second Life进行教育的项目（包括一些语言学校）清单。SLanguages 2008 是第二届虚拟世界语言教育年会的网站。在Second Life中的EduNation岛，也会经常有一些信息发布。
中国大陆的最大虚拟大学，教育部办的中国教育电视台电视大学目前也在积极推进3D虚拟课堂，由我世界是他们的技术提供伙伴。
另外，虚拟教室（在线直播讲演）作为在线学习平台的使用率也逐渐增高，并且出现各种各样的教育培训供应商所提供的在线教室，例如: Fox School of Business for Templer University, Grades Grow,Minnesota State Colleges and Universities, Sachem。
在亞洲以升學為主的國家或地區，如日本、台灣、中國大陸、香港也紛紛將學生的補習（輔導），透過線上學習的方式移轉到雲端。

## 中国大陆监管
2019-07-12，中华人民共和国教育部等六部门发布《关于规范校外线上培训的实施意见》，并于同年开始实施。其中规定：
- 内容健康。培训内容要传播正确价值观，应当在思想性、科学性和适宜性等方面符合党的教育方针和立德树人要求，体现素质教育导向，不得包含淫秽、暴力、恐怖、赌博以及与学习无关的网络游戏等内容及链接等，不得出版、印刷、复制、发行非法出版物，不得从事侵权盗版活动。课程设置符合中小学生身心发展规律和认知能力，学科类课程培训内容不得超出相应的国家课程标准，须与招生对象所处年级相匹配、与学生个体能力相适应。培训内容和培训数据信息须留存1年以上，其中直播教学的影像须留存至少6个月。
- 时长适宜。线上培训应当根据学生年龄、年级合理设置课程培训时长，每节课持续时间不得超过40分钟，课程间隔不少于10分钟。直播培训时间不得与中小学校教学时间相冲突，面向小学1-2年级的培训不得留作业。面向境内义务教育阶段学生的直播类培训活动结束时间不得晚于21:00。校外线上培训平台应当具备护眼功能和家长监管功能。
- 师资合格。具有完善的招聘、审查、管理培训人员的办法，师资队伍相对稳定，不得聘用中小学在职教师。从事语文、数学、英语、思想政治、历史、地理、物理、化学、生物等学科知识培训的人员应当具有国家规定的相应教师资格。聘用外籍人员须符合国家有关规定。要在培训平台和课程界面的显著位置公示培训人员姓名、照片和教师资格证等信息，公示外籍培训人员的学习、工作和教学经历。
- 信息安全。严格遵守《中华人民共和国网络安全法》的要求，落实网络安全等级保护制度、网络安全预警通报制度和用户信息保护制度，具有完善的安全保护技术措施。按照“后台实名、前台自愿”的原则，经培训对象及其监护人同意后，对培训对象进行真实身份信息认证。做好培训对象信息和数据安全防护，防止泄露隐私，不得非法出售或者非法向他人提供培训对象信息。用户行为日志须留存1年以上。
- 经营规范。严格执行国家关于财务与资产管理的规定，在培训平台的显著位置公示收费项目、标准及退费办法。收费时段与教学安排应协调一致，收取的预付资金总规模应当与服务能力相匹配，严禁超出服务能力收取预付资金，预付资金只能用于教育培训业务，不得用于其他投资，保障资金安全。按课时收费的，每科不得一次性收取超过60课时的费用；按培训周期收费的，不得一次性收取时间跨度超过3个月的费用。提供的格式合同（服务协议）应当遵循公平原则确定当事人之间的权利和义务，并切实履行相关提醒和说明义务，不得包含排除或限制消费者权利、减轻或免除经营者责任、加重消费者责任等不公平、不合理的条款。鼓励建立第三方账户监管机制，保护用户权益。

## 外部連結
- 自主學習線上課程資源 （页面存档备份，存于）

1. ↑  .   [2019-10-30]. （原始内容存档于2020-11-11）.